# Lukas Baum
Lukas Baum (Espira, 28 de febrero de 1995) es un deportista alemán que compite en ciclismo en las modalidades de montaña (campo a través) y carretera.
Ganó una medalla de bronce en el Campeonato Mundial de Ciclismo de Montaña en Maratón de 2023 y una medalla de oro en el Campeonato Europeo de Ciclismo de Montaña en Maratón de 2024.

## Medallero internacional
| Campeonato Mundial | Campeonato Mundial    | Campeonato Mundial | Campeonato Mundial |
| Año                | Lugar                 | Medalla            | Competición        |
| ------------------ | --------------------- | ------------------ | ------------------ |
| 2023               | Glasgow (Reino Unido) | Medalla de bronce  | Campo a través     |
| Campeonato Europeo |                       |                    |                    |
| Año                | Lugar                 | Medalla            | Competición        |
| 2024               | Viborg (Dinamarca)    | Medalla de oro     | Campo a través     |